# MFA Žalgiris Vilnius
Moterų futbolo akademija „Žalgiris“ eller MFA "Žalgiris" er en litauisk kvindefodboldakademi fra Vilnius.

## Titler
- Pirma lyga:

Vinderen: 2019

## Historiske slutplaceringer
| Sæson | Niveau | Liga           | Placering | Kilde(r) | Info       |
| ----- | ------ | -------------- | --------- | -------- | ---------- |
| 2013  | 1.     | Kvinder A lyga | 3.        | [ 1 ]    |            |
| 2014  | 1.     | Kvinder A lyga | 3.        | [ 2 ]    |            |
| 2015  | 1.     | Kvinder A lyga | 3.        | [ 3 ]    |            |
| 2016  | 1.     | Kvinder A lyga | 4.        | [ 4 ]    |            |
| 2017  | 1.     | Kvinder A lyga | 3.        | [ 5 ]    |            |
| 2018  | 1.     | Kvinder A lyga | 5.        | [ 6 ]    | Nedrykning |
| 2019  | 2.     | LMFA I lyga    | 1.        | [ 7 ]    | Oprykning  |
| 2020  | 1.     | Kvinder A lyga | 2.        | [ 8 ]    |            |
| 2021  | 1.     | Kvinder A lyga | 2.        | [ 9 ]    |            |
| 2022  | 1.     | Kvinder A lyga | 2.        | [ 10 ]   |            |
| 2023  | 1.     | Kvinder A lyga | 2.        |          |            |
| 2024  | 1.     | Kvinder A lyga | 2.        | [ 11 ]   |            |
| 2025  | 1.     | Kvinder A lyga | .         |          |            |

## Klubfarver
- Grøn og hvid.

| MFA Žalgiris | MFA Žalgiris |

## Nuværende trup
Oversigten er opdateret til og med 4. april 2025
| Nr. | Land    | Position | Spiller                   |
| --- | ------- | -------- | ------------------------- |
| 45  | Litauen | FO       | Milita Ragauskaitė        |
| 13  | Litauen | AN       | Viktorija Čiapaitė        |
| 17  | Litauen | MI       | Emilija Ivaškaitė         |
| 93  | Litauen | FO       | Judita Traubaitė          |
| 16  | Litauen | AN       | Sonata Stankevičiūtė      |
| 14  | Litauen | MI       | Anika Kyžaitė             |
| 10  | Litauen | MI       | Paulina Potapova          |
| 25  | Litauen | MI       | Barbora Antonovič         |
| 26  | Litauen | FO       | Miglė Stankevičiūtė       |
| 8   | Litauen | MI       | Laura Ruzgutė (lagkapten) |
| 17  | Litauen | MI       | Ugnė Lazdauskaitė         |
| 25  | Litauen | MI       | Dorotėja Aidukaitė        |
| 5   | Litauen | MI       | Andželika Naumčiuk        |

## Trænere
- Karolis Jasaitis (20??-2022)
- Bohdan Lukasjenko (2023-2024)